# Lennart Meri
Lennart Georg Meri (Tallinn, 29 de març del 1929 – 14 de març del 2006) fou un escriptor, cineasta i polític estonià que ha ocupat el càrrec de President d'Estònia del 1992 al 2001. Ha estat líder del moviment independentista estonià.
Fill de Georg Meri, diplomàtic i traductor de William Shakespeare a l'estonià. Estudià al Liceu Janson de Sailly (París) i, endemés de l'estonià, parlava francès, anglès, finès, alemany i rus. Quan les tropes soviètiques envaïren Estònia, tota la seva família fou deportada a Sibèria, on treballà com a llenyataire i pelador de patates. Allí s'interessà per les altres llengües finoúgriques i el 1953 es va graduar en història cum laude a la Universitat de Tartu.
Com que no li van permetre de treballar com a historiador, es va dedicar al teatre en el Vanemuine, el vell teatre estonià, així com a fer emissions de ràdio i alguns films. El 1958 va viatjar a les muntanyes Tian Shan i el 1964 a Kamtxatka (que li va suggerir l'argument de Tulemägede maale, prohibida un temps). El 1974 assolí fama nacional amb la considerada com a seva millor obra, Hõbevalge, ambientada en l'Última Thule i els contactes entre els romans i els antics pobles fino-úgrics. El 1988 va fundar l'Eesti Instituut per a promoure contactes d'estudiants estonians amb Occident i permetre'ls estudiar a l'estranger.
Durant els anys 70 se li va permetre viatjar a Finlàndia, cosa que li va permetre mantenir contactes amb polítics i periodistes amb la finalitat de donar a conèixer la situació estoniana al món. També fou el primer a informar a Occident de les protestes per les explotacions de les mines de fosfats, que podrien deixar una tercera part del país inhabitable.
També donà suport de bon començament les protestes estonianes contra el govern soviètic aprofitant la perestroika, i fou un dels membres fundadors de l'Eesti Rahvarinne (Front Popular Estonià), disposat a col·laborar amb els altres fundats a Letònia i Lituània. En el primer govern no comunista estonià (1990) fou nomenat ministre d'afers exteriors. Participà en la Conferència de Seguretat i Cooperació a Europa i donà conferències a Copenhaguen, Nova York, París, Berlín i Moscou.
Després de ser nomenat breument ambaixador a Finlàndia, el 6 d'octubre del 1992 fou escollit segon President d'Estònia com a candidat de l'aliança Isamaaliit (Pàtria), que aleshores era el partit majoritari al Riigikogu (parlament estonià). El 20 de setembre del 1996 fou reescollit en el càrrec, que deixaria finalment el 2001. El 1998 fou escollit Europeu de l'Any per la revista francesa La Vie. Va morir el 2006 en un hospital de Tallinn després d'una llarga malaltia.

## Obres
- 1964 – "Tulemägede maale" (Cap a la Terra de les Muntanyes Ferotges)
- 1974 – "Virmaliste väraval" (En la Porta de la llum del Nord)
- 1976 – "Hõbevalge" (Blanc Ibèric)
- 1977 – "Lähenevad rannad" (Platges properes)
- 1984 – "Hõbevalgem"